# Le Mas-d'Agenais
Le Mas-d'Agenais è un comune francese di 1 451 abitanti situato nel dipartimento del Lot e Garonna nella regione della Nuova Aquitania.

## Società

### Evoluzione demografica
Abitanti censiti